# Pseudokuzicus longidentatus
Pseudokuzicus longidentatus is een rechtvleugelig insect uit de familie sabelsprinkhanen (Tettigoniidae). De wetenschappelijke naam van deze soort is voor het eerst geldig gepubliceerd in 1998 door Chang, Zheng & Wang.